# Crime Crackers
Crime Crackers (クライムクラッカーズ?, Kuraimu Kurakkāzu) è un videogioco sparatutto in prima persona con elementi di ruolo sviluppato da Media.Vision e pubblicato da Sony Computer Entertainment per la console PlayStation il 3 dicembre 1994 esclusivamente in Giappone come uno dei titoli di lancio per la piattaforma Sony. Il 24 ottobre 2007 è stato reso disponibile su PlayStation Network sempre in madre patria.

## Trama
La storia è ambientata in un lontano futuro nella Via Lattea. Sono passati vent'anni dalla guerra galattica e "Crime Crackers" sono dei cacciatori di taglie che prestano servizio per il governo nella lotta contro i criminali. Una giovane ragazza di nome Emilia F. Alcanett, la protagonista, entra a far parte del gruppo di cacciatori di taglie "pink dolphin" più precisamente nel "Dolphin team", dove inizia la sua avventura a caccia di malavitosi intergalattici alla ricerca del fratello scomparso Cain. Tuttavia l'eroina non sarà sola durante il viaggio e sarà accompagnata dai compagni ed amici Doran, un essere molto simile ad un drago, e Leaza, una catgirl di poche parole.

## Modalità di gioco
Crime Crackers è uno sparatutto in prima persona con elementi tipici dei videogiochi di ruolo. Il giocatore prende il controllo di uno dei tre personaggi giocabili (Emilia, Doran e Leaza), i quali si potranno interscambiare in qualsiasi momento, con il compito di attraversare un labirinto in stile Doom sparando a tutti i nemici e gli ostacoli che ci si troverà innanzi e scegliendo tra i vari percorsi possibili. Ognuno dei protagonisti è caratterizzato da una propria barra vitale e da una differente potenza e velocità di fuoco, se uno degli eroi viene sconfitto, bisognerà proseguire la missione con i restanti, tuttavia all'inizio della fase successiva ritorneranno tutti e tre disponibili con il massimo della vita. Lungo gli scenari si avrà la possibilità di trovare eventuali oggetti di cura che permetteranno di recuperare i punti ferita oppure delle chiavi magnetiche che consentiranno l'apertura di porte bloccate, per poterli utilizzare sarà necessario accedere al menu di pausa e scegliere quello desiderato dall'inventario, in modo molto simile ai giochi di ruolo. Al termine di ognuno dei livelli, sedici in tutto, sarà presente un boss, che dovrà essere sconfitto per poter proseguire all'area successiva.

## Accoglienza
Next Generation recensì il gioco, dandogli due stelle su cinque, affermando che "Crime Crackers potrebbe, in futuro, trovare un pubblico di giocatori giovani che cercano il loro primo assaggio di un'avventura di ruolo, ma è improbabile che il gioco possa lasciare un segno significativo altrove".
Al momento dell'uscita, i quattro recensori della rivista Famitsū hanno dato un punteggio di 23/40.
Computer and Video Games considerò Crime Crackers uno sparatutto in prima persona che avrebbe fatto poca differenza per la formula di base che impiegava nel suo gameplay, ovvero quella di camminare in avanti, estrarre la pistola, sparare a un nemico fluttuante e ripetere il tutto da capo. Non era presente varietà nel procedimento e certamente l'esperienza non risultava molto divertente. La testata concluse affermando: "Non è ciò che stiamo aspettando".
In una recensione in retrospettiva del sito HonestGamers, un recensore trovò Crime Crackers come un gioco terribile, rivelatosi un tentativo mal riuscito di convincere i primi utenti giapponesi della PlayStation a comprare qualcosa che assomigliava vagamente a un gioco di ruolo. Il concetto alla Doom RPG poteva sembrare attraente per alcuni, ma questo titolo di 16 anni era solo peggiorato con l'età.

## Sequel
A tre anni dall'uscita dell'originale, il 27 novembre 1997 uscì il sequel Crime Crackers 2 sempre per PlayStation e nuovamente esclusivamente in Giappone.